# God Is a DJ
God Is a DJ је други сингл са албума Try This америчке певачице Пинк. Песма говори о томе како треба бити спонтан, као и да треба уживати у свим оним добрим стварима које живот пружа. Рефрен садржи метафорчке стихове „If God is a Dj/LIfe is a dancefloor/Love is a rhythm/You are the music“. Сингл је генерално лоше прошао на топ-листама, успевајући да заузме тек 103. позицију у САД.

### Музички спот
Спот за песму приказује Пинк у провокативној одећи док се заједно са својим пријатељима облачи, путује подземном железницом и долази у ноћни клуб. Спот је премијерно приказан на МТВ.

### Топ листе
| Земља                | Врх |
| -------------------- | --- |
| Аустралија           | 24  |
| Аустрија             | 26  |
| Уједињено Краљевство | 11  |
| Немачка              | 44  |
| Норвешка             | 20  |
| САД                  | -   |
| Холандија            | 6   |
| Швајцарска           | 32  |
| Шведска              | 49  |